# Christopher Tamas
Christopher Tamas (Santa Barbara, 27 gennaio 1981) è un ex pallavolista e allenatore di pallavolo statunitense.
Giocava nel ruolo di palleggiatore ed è primo allenatore alla Illinois.

## Biografia
Il 22 agosto 2009 sposa l'ex pallavolista Jennifer Joines, conosciuta ai tempi dell'università, quando entrambi frequentavano la University of the Pacific. La coppia ha tre figli: Jimmy, Josephine e Carly. 

## Carriera

### Giocatore

#### Club
La carriera di Christopher Tamas, anche noto come Chris, inizia alle scuole superiori, quando frequentando la Laguna Blanca School entra a far parte delle squadre di pallavolo e pallacanestro. Continua a giocare a pallavolo anche all'università con la Pacific: gioca con i Tigers nella NCAA Division I per quattro stagioni dal 2000 al 2003 e, pur non raggiungendo grandi risultati con la squadra, viene inserito nell'All-America First Team durante il suo senior year.
Inizia subito dopo la carriera professionistica, giocando nella stagione 2003-04 per l'Orion, club dell'Eredivisie olandese. Cambia squadra nella stagione successiva, andando a giocare per l'Antigos Alunos nella Divisão A1 portoghese, mentre nel campionato 2005-06 gioca nella Superliga Masculina de Voleibol col Guada.
Continua a cambiare club ogni anno, passando nel campionato 2006-07 all'Erdemir nella Voleybol 1.Ligi turca. Dopo aver giocato nella stagione 2007-08 nella A' katīgoria cipriota col Pafiakos, aggiudicandosi anche la Coppa di Cipro, nel campionato successivo gioca invece nella SM-Liiga finlandese col Tampereen Isku, ritirandosi al termine dell'annata.

#### Nazionale
Appena terminata l'università viene convocato per la prima volta nella nazionale statunitense, vincendo nello stesso anno la medaglia di bronzo con la selezione universitaria alla XXII Universiade, mentre in seguito vince la medaglia d'argento alla Grand Champions Cup 2005. Fa inoltre parte della nazionale Under-21, vincendo la medaglia d'argento al campionato nordamericano Under-21 2006.

### Allenatore
Appena terminata la carriera professionistica diventa subito assistente allenatore per la squadra di pallavolo femminile della UC Riverside, facendo parte del programma dal 2009 al 2010. Nei campionati 2011 e 2012 svolge il ruolo di assistente allenatore per la squadra femminile della Minnesota, facendo parte nel secondo anno dello staff dell'ex allenatore della nazionale statunitense sia maschile che femminile Hugh McCutcheon. Lascia le Golden Gophers nella stagione 2013 per fare da assistente a Sam Crosson per la squadra femminile della Cal Poly, dove resta per due annate.
Nella stagione 2015 entra a far parte dello staff di John Cook alla Nebraska, vincendo immediatamente il titolo NCAA. Dopo due annate con le Cornhuskers, nel 2017 diventa allenatore della Illinois.

## Palmarès
Giocatore

### Club
- Coppa di Cipro: 1

2007-08

### Nazionale (competizioni minori)
- Universiadi 2003
- Campionato nordamericano Under-21 2006

### Premi individuali
- 2003 - All-America First Team

Allenatore

### Club
- NCAA Division I: 1

2015